# Тур де Курпе 2024
1-й выпуск Тура Курпе — шоссейной многодневной велогонки по дорогам Польши. Гонка прошла с 12 по 16 июня 2024 года в рамках Европейского тура UCI 2024. Победителем стал польский велогонщик Тобиаш Полак.

## Участники
В гонке заявлено участие 23 команд.
| UCI Continental Teams (10)- Global 6 United - Team Storck-Metropol Cycling - Voster ATS Team - MENtoRISE MLMsuperstars - Diftar Continental Cycling Team - XSpeed United Continental - Mazowsze Serce Polski - Q36.5 Continental - Metec-Solarwatt p/b Mantel - Epronex-Hungary Cycling Team Национальная сборная- Греция Любительские, клубные или региональные команды (8)- Sn Vitae Bim Bam Coaching RT - Berthold RadTeam - Svealand Cycling Team - TTS.coach / Spica Solutions - Karcag Cycling - Kujawy Pomorze Cycling Team - Bialini Gomola CCN - Power of Science RK Exclusive Doors Team Unknown team category- Mostostal Pulawy |
| |

## Маршрут
Маршрут гонки состоял из пяти этапов, где третий этап был командной гонкой. Первый этап состоял из шести кругов по 27,23 километра.
| Этап | Дата   | Маршрут                     | type               | Длина (км) | Победитель            | Лидер генеральной классификации |
| ---- | ------ | --------------------------- | ------------------ | ---------- | --------------------- | ------------------------------- |
| 1    | 12 июн | Кадзидло – Кадзидло         | равнинный          | 163        | Тобиаш Полак          | Тобиаш Полак                    |
| 2    | 13 июн | Бараново – Бараново         | равнинный          | 176        | Тобиаш Полак          | Тобиаш Полак                    |
| 3    | 14 июн | Каменна-Гура – Каменна-Гура | командная разделка | 9,1        | Mazowsze Serce Polski | Тобиаш Полак                    |
| 4    | 15 июн | Лысе – Лысе                 | равнинный          | 162        | Никифорос Арваниту    | Тобиаш Полак                    |
| 5    | 16 июн | Остроленка – Остроленка     | равнинный          | 150        | Лео Дойл              | Тобиаш Полак                    |

## Ход гонки
На первом этапе уже с первого круга гонщики активно ехали и пытались сформировать сильный отрыв. Сначала атаки проводил Михал Браулинский из Power of Science RK Exclusive Doors, но все они были ликвидированы. Только во втором круге от пелотона уехали три гонщика-Артур Совински (Voster ATS Team), Герго Гончи (Epronex-Hungary) и Хидде Ван Винендал (Metec — SOLARWATT p/b Mantel). Отрыв догнали на промежуточном спринте, где лучшим был голландец, а второе место занял Артур Совиньски. Затем лидирующие позиции заняли Алан Банашек (Mazowsze Serce Polski), Рик Оттема (Diftar Continental Cycling Team) и Николаос Михаил Дракос (Греция). Далее секунды между собой разделили польский чемпион Алан Банашек и Оттема. Вскоре после этого произошли значительные перестановки, и вперёд вышло около 30 гонщиков, однако сотрудничество не складывалось, в отличие от пелотона. Атаки привели к формированию лидерской группы из 4 человек в составе Тобиаш Павлак (Mazowsze Serce Polski), Иордан Хабец (Metec-SOLARWATT p/B Mantel), Робин Ловик (Diftar Cycling Team) и Герго Орош (Epronex — Hungary). Отрыв дошел до финиша, где лучшим был Тобиаш Павлак, продемонстрировав превосходный спринт с 350 метров. Поляк из Мазовии обогнал Хабеца и стал первым лидером гонки.
Тобиаш Павлак одержал победу на втором на этапе гонки. Польский гонщик сегодня был самым быстрым из пелотона, а третье место занял Франтишек Качоровски из команды Куявы Померании. После корректировки маршрута второй этап прошёл на дистанции 162 километра и был проведён со стартом и финишем в Баранове. В общей сложности гонщики преодолели девять кругов, на которых было размещено 3 промежуточных финиша. Сценарий первой части этапа был похож на этап предыдущего дня, где участники с самого начала начали атаковать, пытаясь создать сильный отрыв. В основном участвовали гонщики Xspeed United Continental, но гонщики других континентальных команд также были активны. Еще до первого промежуточного финиша от пелотона отделилась пара в составе Джона Килли (XSpeed United Continental) и Мэтью-Дениса Питиу (MentoRise). Дуэт получил небольшое преимущество, которое затем увеличилось примерно до 2,5 минут. За ними последовал один из гонщиков Sveland Cycling Team, однако атака не увенчалась успехом. Между тем, в пелотоне ситуацию контролировали спортсмены Мазовии во главе с Якубом Качмарком и Аланом Банашеком. В то же время впереди Джона Килли набирал драгоценные секунды бонификатов, которых он накопил целых 9. На двух промежуточных финишах за третье место боролись гонщики из пелотона — победили Полихронис Цорцакис (Греция) и Норберт Банашек из Мазовии. Ближе к финишу в пелотоне начались атаки — вперед вырвался Макс Нильсен (Sveland Cycling Team), за которым гнался Лео Дойл из Xspeed United Continental. Ирландец изначально не выходил шведу на замену, но со временем стал появляться на первой позиции. Дуэт долго удерживал преимущество в несколько секунд, но на последнем километре был пойман пелотоном. В спринте из группы лучше всего справились спортсмены Mazowsze Serce Polski, которые вывели Тобиаша Павлака для победы. Владелец желтой майки лидера общей классификации пересек финишную черту на первой позиции, тем самым увеличив свое преимущество. Подиум завершили Адам Кристоф Карл из Epronex-Hungary и Франтишек Качоровски из Куявы Померании.

## Лидеры классификаций
| Этап |                    | Победитель _          | Генеральная классификация _ | Очковая _      | Молодёжная _          | Командная по времени _          |
| ---- | ------------------ | --------------------- | --------------------------- | -------------- | --------------------- | ------------------------------- |
| 1    | равнинный          | Тобиаш Полак          | Тобиаш Полак                | Тобиаш Полак   | Marvin Peters         | Diftar Continental Cycling Team |
| 2    | равнинный          | Тобиаш Полак          | Тобиаш Полак                | Тобиаш Полак   | Франтишек Кацзоровски | Diftar Continental Cycling Team |
| 3    | командная разделка | Mazowsze Serce Polski | Тобиаш Полак                | Тобиаш Полак   | Джона Килли           | Mazowsze Serce Polski           |
| 4    | равнинный          | Никифорос Арваниту    | Тобиаш Полак                | Тобиаш Полак   | Джона Килли           | Mazowsze Serce Polski           |
| 5    | равнинный          | Лео Дойл              | Тобиаш Полак                | Тобиаш Полак   | Джона Килли           | Mazowsze Serce Polski           |
| Итог | Итог               |                       | Тобиаш Полак                | не определялся | не определялся        | не определялся                  |

## Итоговые классификации
| \| Генеральная классификация \| Генеральная классификация \| Генеральная классификация \| Генеральная классификация \| Генеральная классификация \| \| Гонщик \| Гонщик \| Команда \| Время \| \| \| ------------------------- \| ------------------------- \| -------------------------- \| ------------------------- \| ------------------------- \| \| 1-й \| Тобиаш Полак \| Mazowsze Serce Polski \| 14ч 25' 31 \| \| \| 2-й \| Jordan Habets \| Metec-Solarwatt p/b Mantel \| + 11 \| \| \| 3-й \| Norbert Banaszek \| Mazowsze Serce Polski \| + 18 \| \| |                  |                            |            |
| |                  |                            |            |
| Источник: ProCyclingStats |                  |                            |            |
| Генеральная классификация |                  |                            |            |
| Гонщик | Гонщик           | Команда                    | Время      |
| 1-й | Тобиаш Полак     | Mazowsze Serce Polski      | 14ч 25' 31 |
| 2-й | Jordan Habets    | Metec-Solarwatt p/b Mantel | + 11       |
| 3-й | Norbert Banaszek | Mazowsze Serce Polski      | + 18       |

| Очковая классификация | Очковая классификация | Очковая классификация           | Очковая классификация | Очковая классификация |
| Гонщик                | Гонщик                | Команда                         | Очки                  |                       |
| --------------------- | --------------------- | ------------------------------- | --------------------- | --------------------- |
| 1-й                   | Тобиаш Полак          | Mazowsze Serce Polski           | 66 очков              |                       |
| 2-й                   | Ádám Kristóf Karl     | Epronex-Hungary Cycling Team    | 54 очков              |                       |
| 3-й                   | Jasper Huitema        | Diftar Continental Cycling Team | 48 очков              |                       |

| Очковая классификация | Очковая классификация | Очковая классификация           | Очковая классификация | Очковая классификация |
| Гонщик                | Гонщик                | Команда                         | Очки                  |                       |
| --------------------- | --------------------- | ------------------------------- | --------------------- | --------------------- |
| 1-й                   | Тобиаш Полак          | Mazowsze Serce Polski           | 66 очков              |                       |
| 2-й                   | Ádám Kristóf Karl     | Epronex-Hungary Cycling Team    | 54 очков              |                       |
| 3-й                   | Jasper Huitema        | Diftar Continental Cycling Team | 48 очков              |                       |

| Молодёжная классификация | Молодёжная классификация | Молодёжная классификация        | Молодёжная классификация | Молодёжная классификация |
| Гонщик                   | Гонщик                   | Команда                         | Время                    |                          |
| ------------------------ | ------------------------ | ------------------------------- | ------------------------ | ------------------------ |
| 1-й                      | Джона Килли              |                                 | 14ч 25' 58               |                          |
| 2-й                      | Marvin Peters            | Diftar Continental Cycling Team | + 15                     |                          |
| 3-й                      | Франтишек Кацзоровски    |                                 | + 28                     |                          |

| Молодёжная классификация | Молодёжная классификация | Молодёжная классификация        | Молодёжная классификация | Молодёжная классификация |
| Гонщик                   | Гонщик                   | Команда                         | Время                    |                          |
| ------------------------ | ------------------------ | ------------------------------- | ------------------------ | ------------------------ |
| 1-й                      | Джона Килли              |                                 | 14ч 25' 58               |                          |
| 2-й                      | Marvin Peters            | Diftar Continental Cycling Team | + 15                     |                          |
| 3-й                      | Франтишек Кацзоровски    |                                 | + 28                     |                          |

| Командная классификация по времени | Командная классификация по времени | Командная классификация по времени | Командная классификация по времени |
| Команда                            | Команда                            | Время                              |                                    |
| ---------------------------------- | ---------------------------------- | ---------------------------------- | ---------------------------------- |
| 1-й                                | Mazowsze Serce Polski              | 42ч 54' 15                         |                                    |
| 2-й                                | Metec-Solarwatt p/b Mantel         | + 0                                |                                    |
| 3-й                                | Diftar Continental Cycling Team    | + 16                               |                                    |

| Командная классификация по времени | Командная классификация по времени | Командная классификация по времени | Командная классификация по времени |
| Команда                            | Команда                            | Время                              |                                    |
| ---------------------------------- | ---------------------------------- | ---------------------------------- | ---------------------------------- |
| 1-й                                | Mazowsze Serce Polski              | 42ч 54' 15                         |                                    |
| 2-й                                | Metec-Solarwatt p/b Mantel         | + 0                                |                                    |
| 3-й                                | Diftar Continental Cycling Team    | + 16                               |                                    |